# Beatriz Góis Dantas
Beatriz Góis Dantas (Lagarto, 21 de setembro de 1941) é uma antropóloga, escritora brasileira, professora emérita da Universidade Federal do Sergipe.

## Vida
Durante a infância, Dantas morou em Boquim e Itabaianinha, onde cursou seus estudos iniciais, completando-os em Aracaju, no Colégio Nossa Senhora de Lourdes.  Na capital sergipana, formou-se em Geografia e História pela Faculdade Católica de Filosofia de Sergipe. 
Obteve o título de Mestre em Antropologia em 1982, pela Universidade Estadual de Campinas, tornando-se a primeira antropóloga com formação específica em Sergipe. A dissertação, orientada por Manuela Carneiro da Cunha (com co-orientação de Peter Fry), baseou-se em um trabalho de campo junto ao terreiro de Santa Bárbara Virgem, em Laranjeiras, liderado por Mãe Bilina. Publicada sob a forma de livro em 1988, com o título Vovó Nagô e Papai branco: usos e abusos da África no Brasil, a pesquisa tornou-se um clássico dos estudos sobre as religiões afro-brasileiras.
Beatriz Góis Dantas é casada com Ibarê Dantas e mãe de Sílvia Dantas.

## Realizações
Concentrou suas pesquisas em duas grandes áreas temáticas: a etnologia indígena, contribuindo com os estudos sobre os Xocós, e a antropologia da religião, com foco nas religiões afro-brasileiras. Dantas também se destaca pelos estudos sobre folclore, cultura popular, artesanato, patrimônio cultural imaterial e festas populares.
Realizou trabalho de campo em 13 municípios sergipanos: Canindé de São Francisco, Poço Redondo, Porto da Folha, Santana do São Francisco, Pacatuba, Divina Pastora, Laranjeiras, Aracaju, São Cristóvão, Lagarto, Riachão do Dantas, Itabaianinha e Tomar de Geru. Sobretudo em Laranjeiras estudou diversas manifestações culturais, como as Taieiras, o Lambe-Sujo, a Chegança e a Dança de São Gonçalo.
Foi responsável pela reorganização do Arquivo Público do Estado de Sergipe e integrou o projeto de organização do Museu de Antropologia da Universidade Federal de Sergipe. Participou da elaboração do Plano de Restauração, Preservação e Valorização do Patrimônio Histórico e Cultural de Laranjeiras, do Levantamento de Fontes Primárias da História de Sergipe, do Guia Brasileiro de Fontes para a História Indígena e do Indigenismo em Arquivos Brasileiros, do Inventário de Documentos sobre o Índio em Sergipe. 
Recebeu diversas homenagens por sua atuação, incluindo a publicação do livro Os caminhos da Pesquisa Antropológica: Homenagem a Beatriz Góis Dantas, debates sobre sua obra no 47º Simpósio do Encontro Cultural de Laranjeiras e o lançamento do documentário Uma lufada de ar fresco: a antropologia de Beatriz Góis Dantas, dirigido por Maria Laura Cavalcanti e editado por José Luiz Jr.
Ocupa a cadeira 14 da Academia Lagartense de Letras.

## Escritos

### Livros
- Divina Pastora: caminhos da renda irlandesa. 2013. ISBN 9788573342390
- Destinatário: Felte Bezerra; cartas a um antropólogo sergipano (1947-59 e 1973-85). Aracaju: UFS, 2009. ISBN 9788578221089
- Rendas e rendeiras no São Francisco - estudos e documentos sobre a renda de bilro de Poço Redondo. Editora Fonte, 2006.
- Documentos para a história indígena no Nordeste. Ceará, Rio Grande do Norte e Sergipe. 1994.
- Repertório de Documentos para a História Indígena. Aracaju: Arquivo Público do Estado de Sergipe. 1993.
- Vovó nagô e papai branco: usos e abusos da África no Brasil. Rio de Janeiro: Graal, 1988.
- Missão indígena no Geru. Aracaju: UFS, 1984
- Terra dos índios Xocó: estudos e documentos, com Dalmo de Abreu Dallari, 1980.
- Boi de mamão catarinense. MEC, 1976.
- Dança de São Gonçalo. MEC, 1976.
- Taiera. MEC, 1976.
- Chegança. MEC, 1976.
- A Taieira de Sergipe: uma dança folclórica. 1ª ed. - Petrópolis: Vozes, 1972. 2ª ed. Editora da UFS, 2013. ISBN 9788578223199.

### Artigos
- De feiticeiros a comunistas: acusações contra o Candomblé. Comunicação à Reunião Anual da SPBC, 1982.
- A organização econômica de um terreiro de Xangô. Religião e sociedade, Rio de Janeiro, n. ,  out. 1979.
- Repensando a pureza nagô. Religião e Sociedade, Rio de Janeiro, n.8,  1982.